# Sóc Irrawaddy
Sóc Irrawaddy, tên khoa học Callosciurus pygerythrus, là một loài động vật có vú trong họ Sóc, bộ Gặm nhấm. Loài này được I. Geoffroy Saint Hilaire mô tả năm 1833. Chúng được tìm thấy ở Bangladesh, Trung Quốc, Ấn Độ, Myanmar, và Nepal.

## Hình ảnh

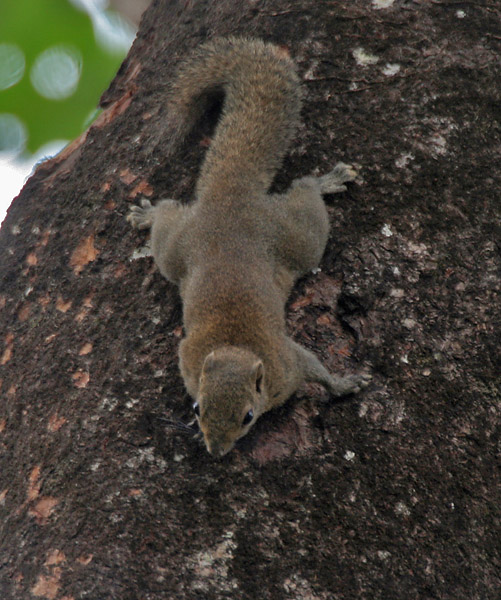
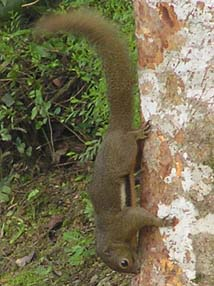
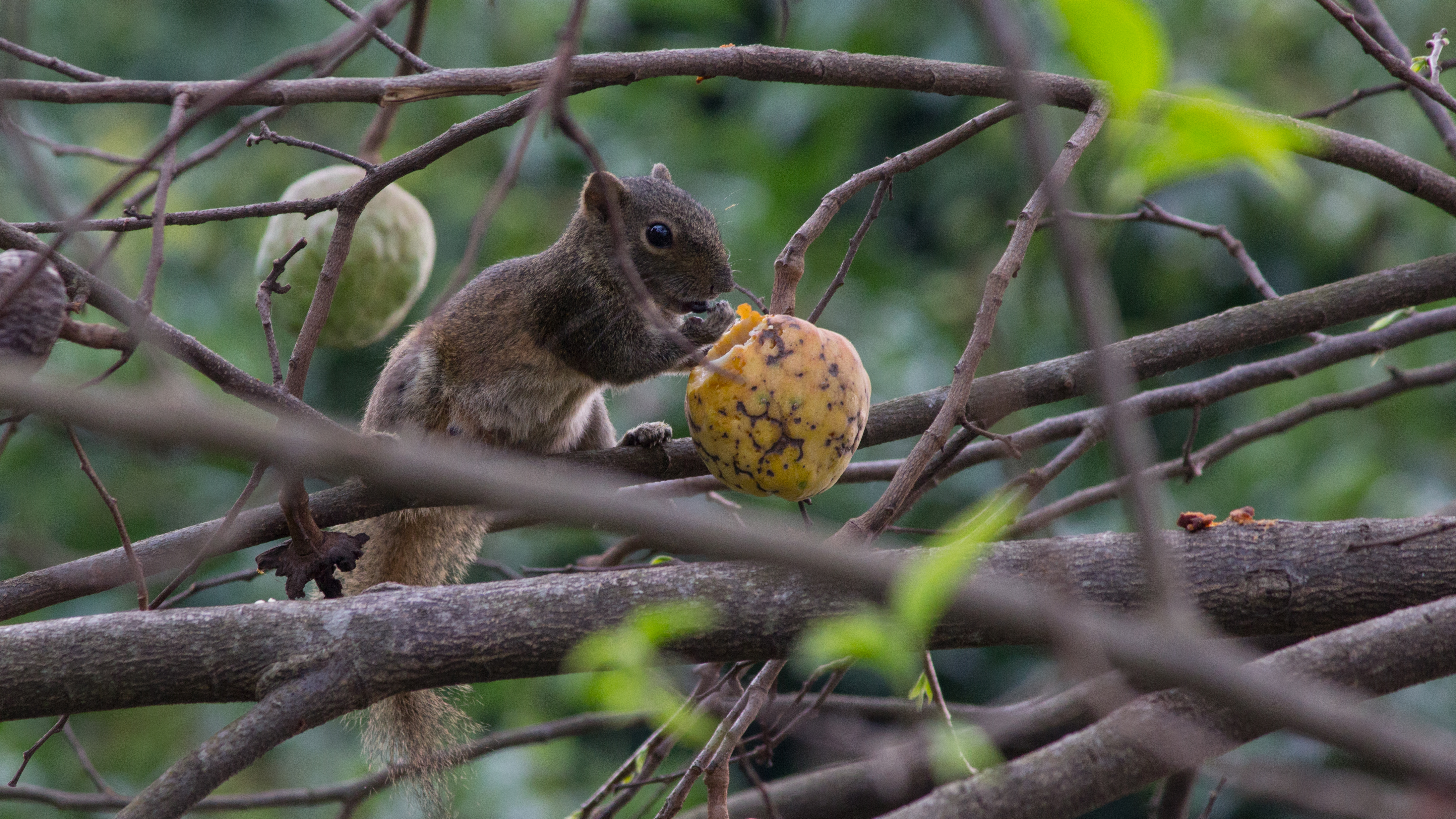

## Phân loài
- C. p. pygerythrus
- C. p. blythii
- C. p. janetta
- C. p. lokroides
- C. p. mearsi
- C. p. owensi
- C. p. stevensi